# سيدي عمر (ولاية البيض)
سيدي عمر أو سيدي أعمر، مدينة وبلدية تابعة إقليميا إلى دائرة بوعلام ولاية البيض الجزائرية، بالجنوب الغربي الجزائري.

## أصل التسمية
يعود أصل تسميتها إلى الوليّ الصالح سيدي حمو بن عمر الشريف ويطلق عليه اسم سيدي أعمر نسبة إلى أبيه، ولي صالح من أهل القرن العاشر هجري، ضريحه موجود وسط البلدة التي اخذت اسمها منه.

## الجغرافيا

### الموقع الجغرافي
تقع في الشمال الشرقي لولاية البيض
يحد سيدي عمر كل من:
- شمالا:بلدية سيد الحاج المشري ولاية الأغواط
- جنوبا:بلدية بريزينة
- شرقا:بلدية سيدي طيفور وبلدية بوعلام
- غربا:بلدية ستيتن و بلدية الغاسول

### التضاريس:
تمتاز جغرافيا بلدية سيدي اعمر بتنوع التضاريس، حيث نجد في مناطقها الشمالية أراض سهبية تكثر فيها نباتات الحلفاء و الشيح، و في الجنوب تعبرها سلال جبلية من الأطلس الصحراوي أقصاها جبل "ضلعة المسيد". هذا التنوع يرجع للامتداد الطولي شمال-جنوب لبلدية سيدي عمر، ما يجعلها تتقاطع مع السلاسل الجبلية للأطلس الصحراوي، و بذلك نجد أن جريان مياه التساقطات المطرية يتخذ مسارين شمالي الى الشط الشرقي، و جنوبي نحو العرق الغربي الكبير عبر واد سقر.

### الينابيع المائية:[3]
| الاسم         | قوة التدفق م3/يوم |
| ------------- | ----------------- |
| عين سيدي عمر  | 42                |
| عين تيمندرت   | 250               |
| عين الفرش     | 95                |
| عين تاسينة    | 16                |
| عين ماسين     | 82                |
| عين امندرت    | -                 |
| عين خنق اللبة | 18                |
| عين ميسرة     | -                 |

### المسطحات المائية و الأودية:

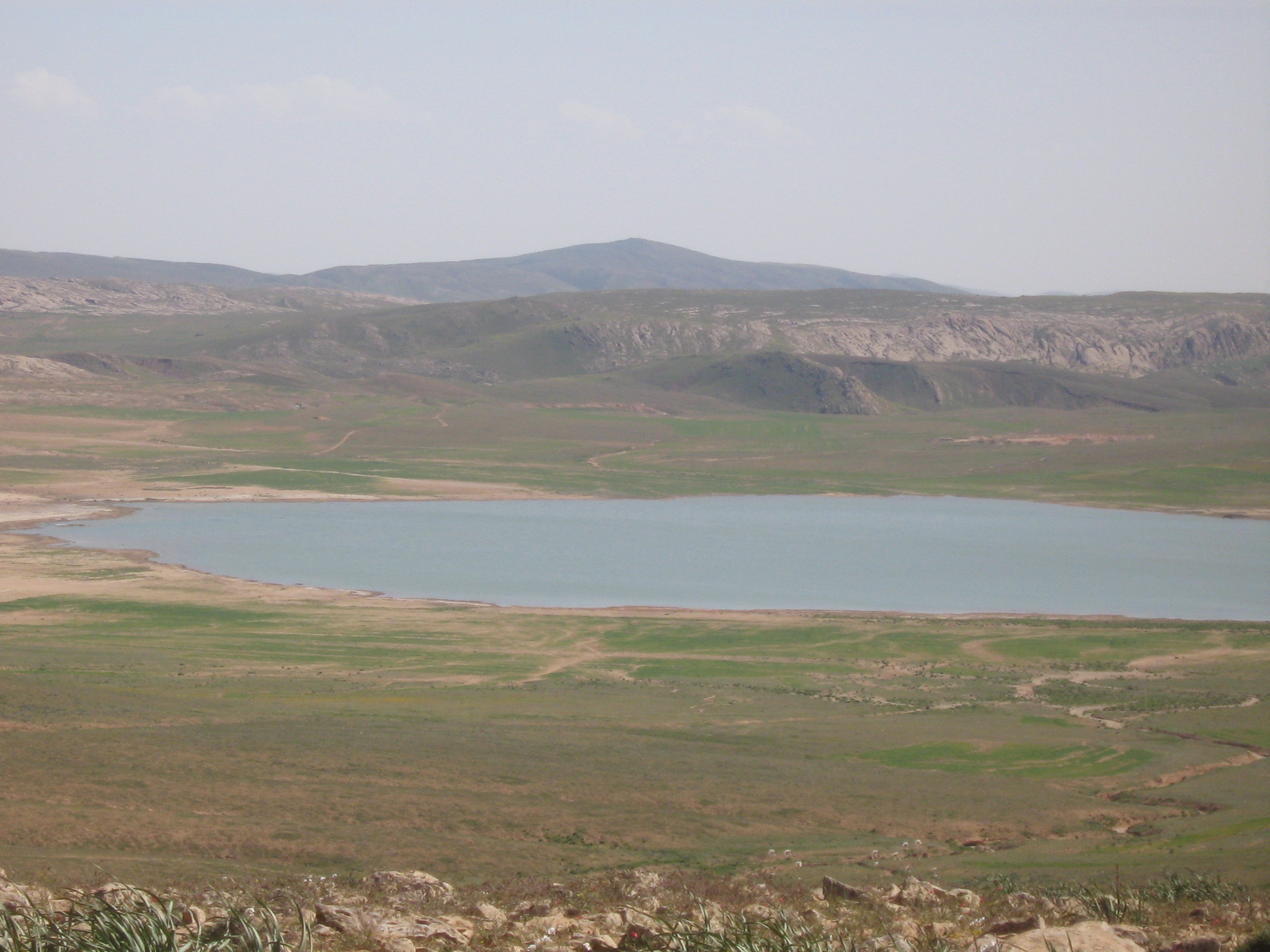
ضاية الخلي، سيدي عمر ولاية البيض

- ضاية الخلي : شرق عين تيمندرت، تتجمع فيها مياه الأمطار فصلي الخريف و الشتاء و تجف خلال فصل الصيف
- ضاية المسيّد : جنوب بلدية سيدي عمر
- أودية تصب شمالا في الشط الشرقي : واد ماسين، واد البنية، واد تيمندرت
- أودية تصب جنوبا في واد سقر : واد الفرش، واد تاسينة

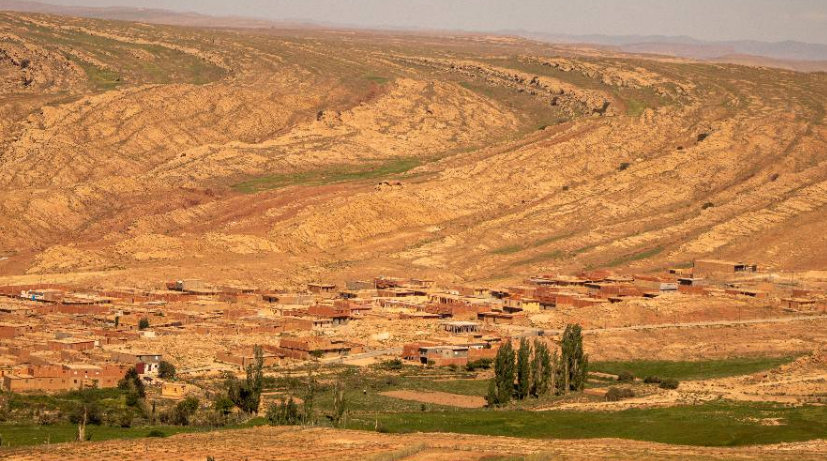
مرتفاعت القناطر، سيدي عمر ولاية البيض

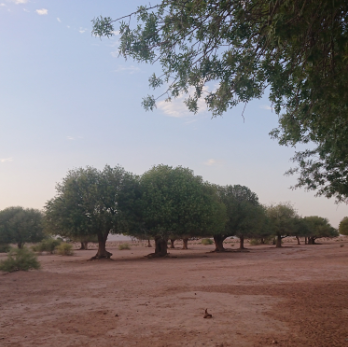
أشجار البطم، منطقة المسيّد بلدية سيدي عمر ولاية البيض

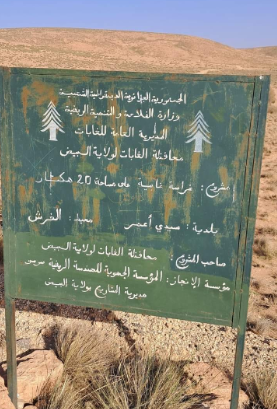
المحمية الطبيعية بمنطقة الفرش، بلدية سيدي عمر ولاية البيض

### قمم و مرتفعات جبلية:[4][5]
- جبل العنبر : 1621م
- مرتفعات القناطر : 1440م
- قارة الغشوة : 1269م
- جبل بن رضوان : 1341م
- جبل المسيد : 1215م

### الغطاء النباتي:
- النباتات الاستبسية : الحلفاء، السنّاق، الشّيح، اللبّين، الكداد، الرتم، الرمث...
- غابة الصنوبر الحلبي : بمنطقة العين الجديدة، و هي جزء من مشروع السد الأخضر
- غابة واد الفرش و المحمية الطبيعية بمنطقة الفرش
- أشجار البطم (البطم الأطلسي) و السدر : بمنطقة المسيّد
- الواد الاخضر: تصب فيه مياه عين سيدي عمر - البهجاء -    | وردة الرياح | بوعلام            | سيد الحاج المشري | استيتن  | وردة الرياح |
| وردة الرياح |                   |                  |         | وردة الرياح |
| وردة الرياح | \| \| سيدي عمر \| |                  |         | وردة الرياح |
| وردة الرياح |                   |                  |         | وردة الرياح |
| وردة الرياح | سيدي طيفور        | بريزينة          | الغاسول | وردة الرياح |
|             | سيدي عمر          |                  |         |             |

## التاريخ:
فتـرة ما قــــبل التــــاريـــخ :
تدل النقوش الصخرية المنشرة في المنطقة وداخل حدود بلدية سيدي عمر خصوصا على التواجد البشري في فترة ما قبل التاريخ، و من أهم هذه الرسومات التاريخية :

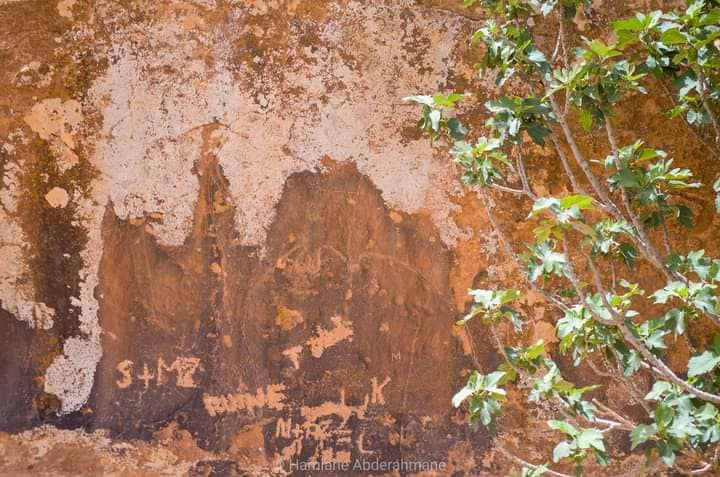
ثور الكرمة - عين البهجاء - سيدي عمر، ولاية البيض

1- "ثور عين سيدي عمر" (ثور الكرمة) الذي يبعد عن منبع عين البهجاء بحوالي 150مترا شرقا، و هو منقوش على صخرة كبيرة تنبت بطرفها الغربي شجرة تين بري (كرمة).
2- "حجرة الطير": التي اشار اليها الباحث الفرنسي "هنري لوت Henri Lhote"
القرن العاشـــر هـجــــري :
يرتبط تاريخ المنطقة بشخصية الولي الصالح الشريف سيدي حمو بن عمر من أهل القرن العاشر هجري و الذي حملت فيما بعد البلدية اسمه. قدم هذا الولي حسب الرويات الشعبية مع شيخه سيدي الناصر بن عبد الرحمان سلطان مازونة مهاجرين من الشمال الى المنطقة خلال القرن العاشر هجري و اسقتر بهم الحال بداية في الجنوب تحديد بمنطقة "المسيّد" أين يوجد معلم تاريخُ باق الى اليوم يسمى "مقام سيدي الناصر"، ثم ارتبط كل منهما مصاهرة مع سيدي بوعلي صاحب جبل بوعلام و الذي كان سلطان على المنطقة أنذاك، فمنح بوعلي لابنته زوجة سيدي الناصر واد القصب، بينما اشترى سيدي حمو بن عمر عين البهجاء و الاراضي المحيطة بها من بوعلي، و اسقرت ذرية سيدي حمو بن عمر بالقرب من ضريح جدها المدفون على ضفاف الواد الاخضر التي تصب فيه مياه عين البهجاء.
المقــــاومــة الشعـــــبيـة :

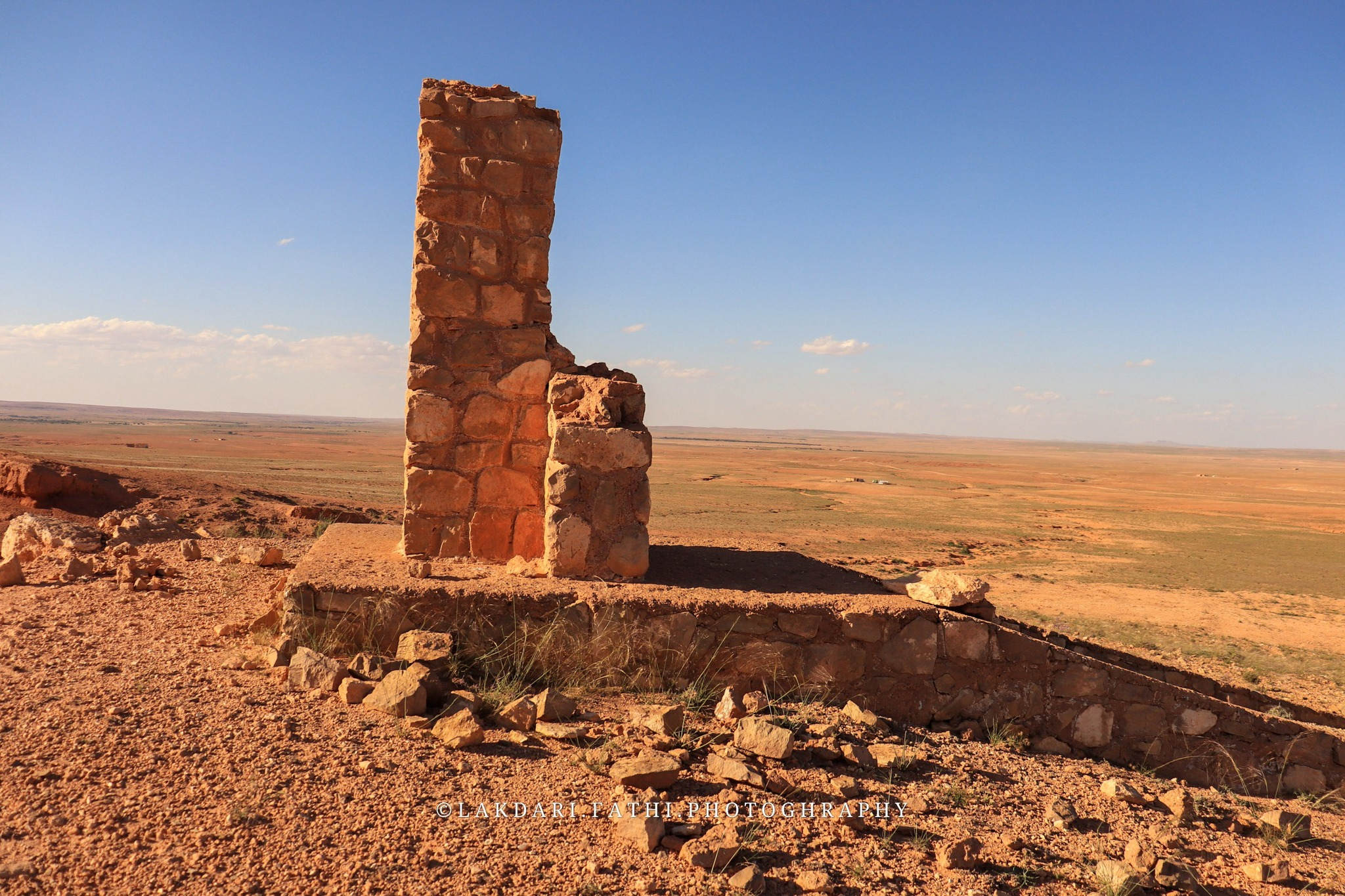
نصب تذكاري مخلد لشهداء معركة قارة الغشوة 16-06-1881

معركة القارة الغشوة 16 جوان 1881: بقيادة المقاوم الشاعر محمد بلخير، التحمت فيها قوات المقاومة مع العدو الفرنسي و قد استشهد فيها 105 من المجاهدين، دفنو بمقبرة جماعية في موقع المعركة، قال فيها الشاعر محمد بلخير الأبيات التالية:
      دبّـرْ علـــــيّا يا صاحب التدبــــــــــير * * * ديـر لي في القــسمة الوافـية عـودي
      يوم في قارة الـغـــشْوة نـــهار كبيــــر * * * كـاملـين ثـلث ضـربات فـي عـودي
     ضرب نـطح مـن الرقبة لـحد الديــــر * * * عـادم بالجـراح بالــيمنـــى يــــردى
ثـــــورة التــحـريــــــــر :
في بداية ثورة التحرير الوطني، كانت منطقة البيض تشكل القسم 15 الى غاية انعقاد مؤتمر الصومام 20 أوت 1956 حين عرف القطاع الوهراني تنظيما جديدا ضمن الولاية الخامسة. و في سنة 1958 تم استحداث المنطقة الثالثة التي ضمت البيض و أفلو و قسمت الى نواحي:
- الولاية الخامسة
- المنطقة الثالثة
- الناحية الثالثة (بوقطب، تيسمولين، الكاف لحمر، الرقاصة، الشقيق، بوعلام، سيدي عمر، استيتن، سيدي طيفور، سيدي سليمان)
و قد شهد تراب بلدية سيدي عمر العديد من الأحداث و المعارك التي خاضها المجاهدون ضد قوات العدو الفرنسي :
1-  مداهمة القوات الفرنسية لخيام من أولاد سيدي اعمر خلال شهر مارس 1957، تمت في احدى العمليات التفتشية لقوات العدو بمنطقة شبكة –تنمدرت أين استشهد بعض المجاهدين وفر البعض الأخر وتم تنكيل الأهالي من طرف العدو و حرق خيمهم.

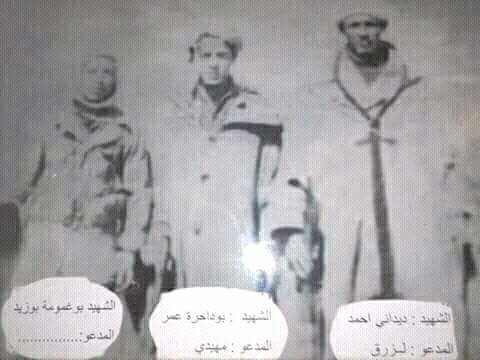
الشهيد ديداني احمد (لزرق) 1960، بوداحرة عمر (مهيدي) 1961، بوزيد بوغمغومة 1959

2-  معركة "دخلت ارقيوة" (28-04-1958): بعد انتهاء معركة كسال كثف العدو بحثه عن أماكن وجود جيش التحرير الوطني واستطاع العدو تحديد مكان الكتيبة التي كان يرأسها ديداني أحمد المدعو (لزرق) وذلك بمكان المسمى دخلت ارقيوه بالقرب من جبل تاسينة وشاركت في هذه المعركة عدد كبير من الطائرات المقنبلة.
3-  كمين "العين الجديدة"  (30-03-1959): بقيادة الشهيد بالمعطي عبد القادر المدعو التيارتي حيث هجموا على للعدو بالقرب من العين الجديدة وتم الإستلاء على الأسلحة والذخيرة.
4-  معركة "غزالة" (16-10-1958): تسلقت القوات العسكرية جبل غزالة مدعمة بالطائرات التي كانت ترمي بالقنابل قبل وصول المشاة إلى قمة الجبل أين كان جنود التحرير، لكن الإستعمار لم يستطع تطويقه وتكبد فيه خسائر لا بأس بها من الأرواح ولم يسجل أي خسائر في صفوف جيش التحرير الوطني.
5-  كمين "بشام" (02-02-1960): في هذا اليوم تأكد لدى قيادة الكتيبتين الموجودتين بجبل ماكنة أن سيارات العدو قد انطلقت من المركز العسكري ببوعلام وعددها أكثر من 15 شاحنة محملة بالجنود متجه نحو البيض وكما هي العادة أن الجيش لديه معلومات أن هذه القافلة ستعود على الساعة الواحدة فنصبوا لها كمين وكانت المعركة طاحنة أين استشهد 04 شهداء وغنائم الجيش كانت 17 قطعة سلاح وحرق 13 سيارة وأسر ثلاثة جنود وحركي.
6-  معركة "تاسينة" الأولى (20-05-1960): بقيادة سكوم أحمد، شاركت فيها فرقتان من الكتيبة السادسة ضد قوات العدو المدعم بالطائرات، واستمرت طيلة النهار استشهد فيها 6 مجاهدين مقابل خسائر بشرية و مادية معتبرة لدى العدو.
7-  معركة "الخنيقات" (15-06-1960): تكبد فيها العدو 25 قتيلا، بينما كانت خسائر جيش التحرير 50 فردا بين شهيد و أسير.
8- معركة "الرواقيب" 1960 : وقعت المعركة بعد أن تم الوشاية بمجموعة من المجاهدين بقيادة غريبي الميلود حيث كانو متواجدين بالمنطقة، فهاجمهم العدو الفرنسي مستعينا بالطائرات.
9-  اشتباك صيف 1960 بالواسعة بالقرب من "المسيّد" مع اثنين من المجاهدين.
11-  معركة "تاسينة" الثانية (24-04-1961): إثر عميلة تمشيط كبيرة لقوات العدو الفرنسي بجبال المنطقة، تم تطويق كتيبة من المجاهدين بقيادة تناح تناح و الذي واجهو العدو ببسالة كبيرة حتى انتهت المعركة باستشهاد جميع افراد الكتيبة 27 شهيدا و اسر مجاهد وحيد.
12- اشتباك بمنطقة "البنية" 1961 بين مجموعة من المجاهدين بقيادة بوداحرة عمر مهيدي و اثنين من رفقاءه هما مسعودي العيد و بولنوار، و قومية من الحركى الخونة، صمدى فيها المجاهدون الى ان تم قصفهم بالطائرات الفرنسية فاستهد القائد العسكري بوداحرة عمر و ألقي القبض على رفيقيه.

12-  معركة "الفرش" أفريل 1962 بالقرب من العين الجديدة: تم مهاجمة فرقة من جيش التحرير بقيادة سعدي لعرج المدعو عباس، و استشهد فيها 16 من جيش التحرير و أسر 8.  

## معالم:

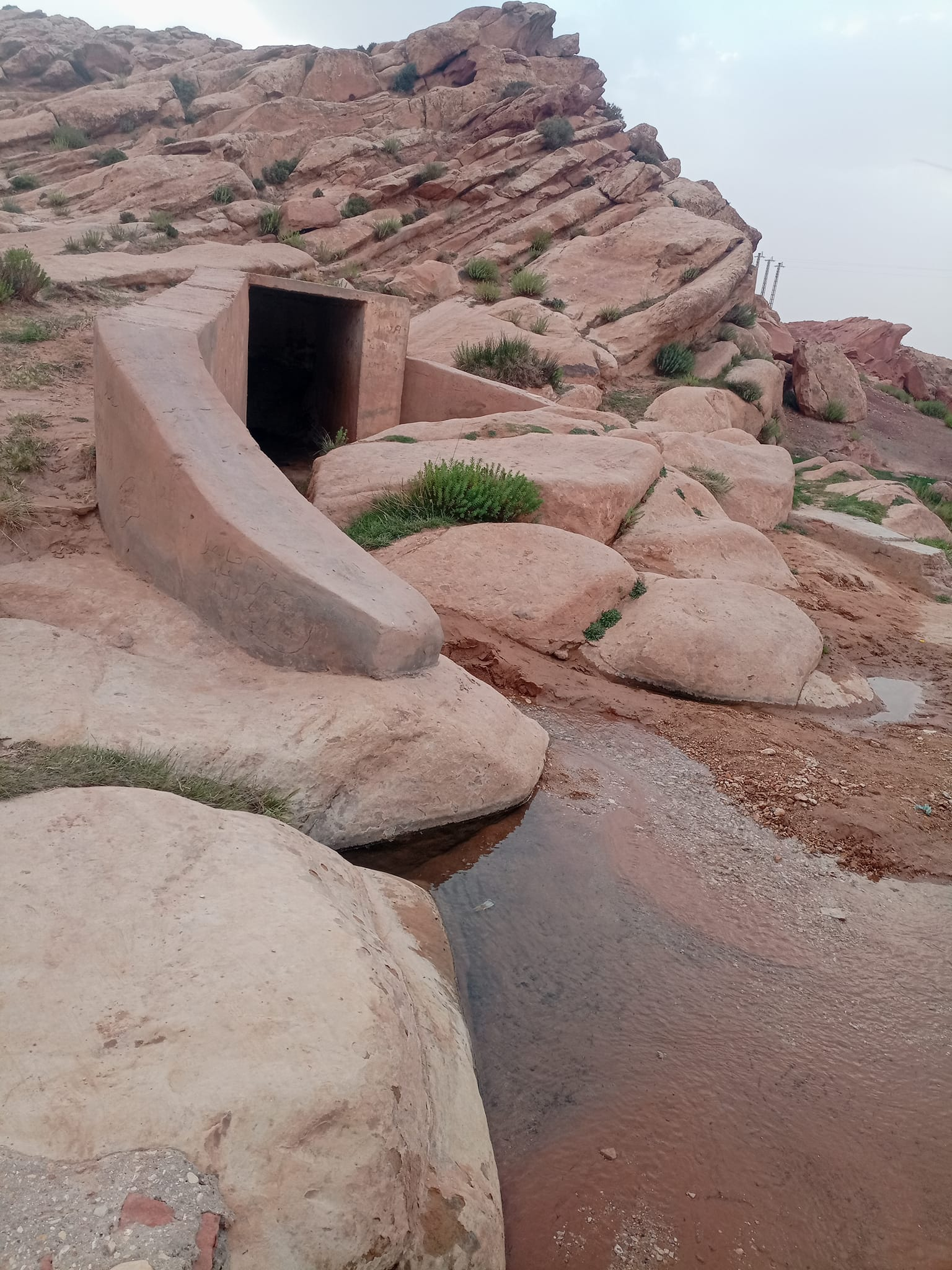
منبع عين البهجاء - سيدي عمر

- منبع عين البهجاء - سيدي عمر عين البهجاء أو البهجة و تعرف أيضا بعين سيدي عمر : منبع مائي عذب تتدفق منه المياه بين الصخور باتجاه الواد الاخضر حيث كانت تشكل في الماضي بركة مائية "القلتة"،  و يتّم نقلها عبر قنوات السقيّ لريّ البساتين المجاورة. تعتبر مكانا للتفسح و الراحة لأبناء المنطقة و زوارها.
- عين تيمندرت : منبع مائي عذب، يستغل لسقي البساتين و مورد للماشية، تم تشييد ساقيته بحجارة مصقولة إضافة الى المباني نهاية القرن التاسع عشر (1884م).[16]
- مقام سيدي الناصر وسيدي عمر : مبنيّان بمنطقة المسيّد، يعود تاريخهما حسب الرويات الشعبية لفترة قدوم سيدي حمو بن عمر و شيخه للمنطقة.
- ميسرة : آثار مسجد و بنايات و مقبرة قديمة ترتبط بها الكثير من القصص و الاساطير الشعبية، تتوسط الطريق الرابط بين العين الجديدة و تاسينة.
- ثور سيدي اعمر أو (ثور الكرمة)من أقدم النقوش الحجرية على مستوى ولاية البيض وأدقها بشهادة بعض الباحثين الذين زارو المنطقة.
- صفية الطير : صخرة عليها نقوش حجرية.
- ضاية الخلي - ضاية المسيد (بحيرات مائية ومكان لتجمع الطيور المهاجرة) تصنف من المناطق الرطبة والوحيدة على مستوى الولاية.

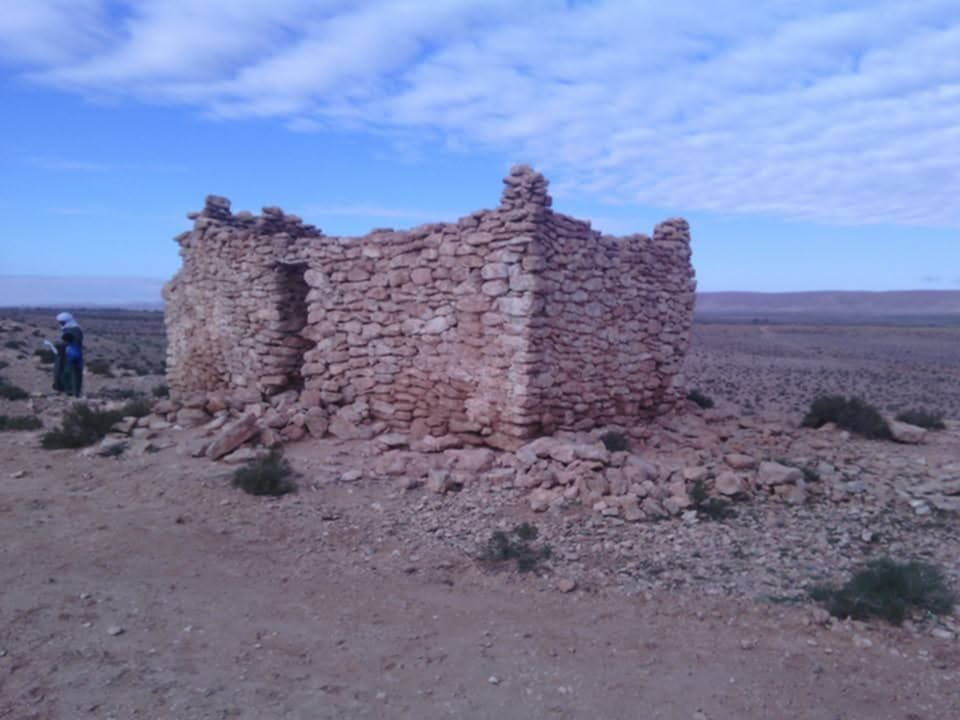
مقام سيدي الناصر و سيدي عمر، المسيّد

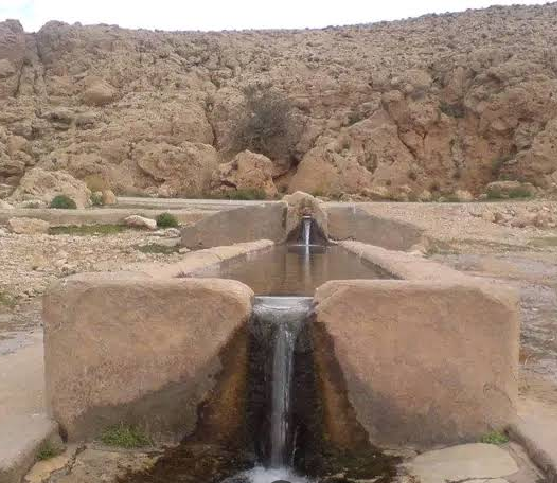
عين تيمندرت

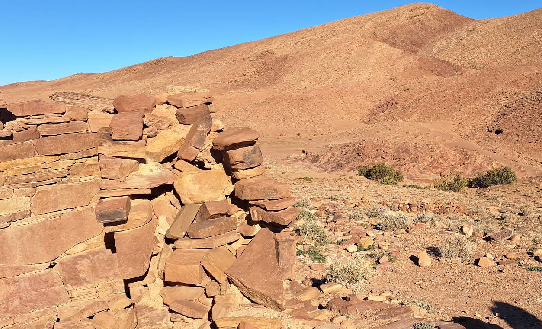
آثار ميسرة

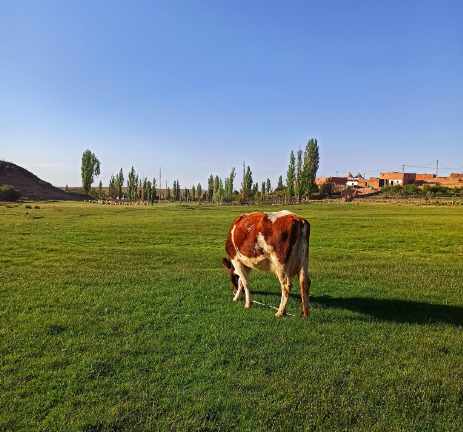
المرج - الواد الاخضر

## أحياء وقرى البلدية:

### القرى:
- العين الجديدة
- الفرش
- تاسينة
- المسيد

|          | تيمندرت | الفرش | العين الجديدة | تاسينة | المسيّد |
| -------- | ------- | ----- | ------------- | ------ | ------ |
| سيدي عمر | 3.3 كم  | 14كم  | 17كم          | 45كم   | 82كم   |

### الاحياء:
- حي مداني عبد القادر
- حي ناصري عبد القادر
- حي بوداحرة محمد
- حي عناد الطيب (172 قطعة)
- حي النصر

### تجمعات سكانية:
- قصر البراهمة
- تيمندرت

## المنشآت القاعدية:

### قطاع التربية و التعليم:
- ابتدائية الشهيد بوداحرة عمر
- ابتدائية الشهيد ناصري عبد القادر
- ابتدائية الشهيد عمار بحوص
- ابتدائية الشهيد بلمعطي عبد القادر (العين الجديدة)
- متوسطة الشهيد لخضاري محمد
- محلقة متوسطة الشهيد اوليسيس جيلالي (العين الجديدة)
- ثانوية الشهيد بلعيدي بن عامر

### قطاع الشؤون الدينية:

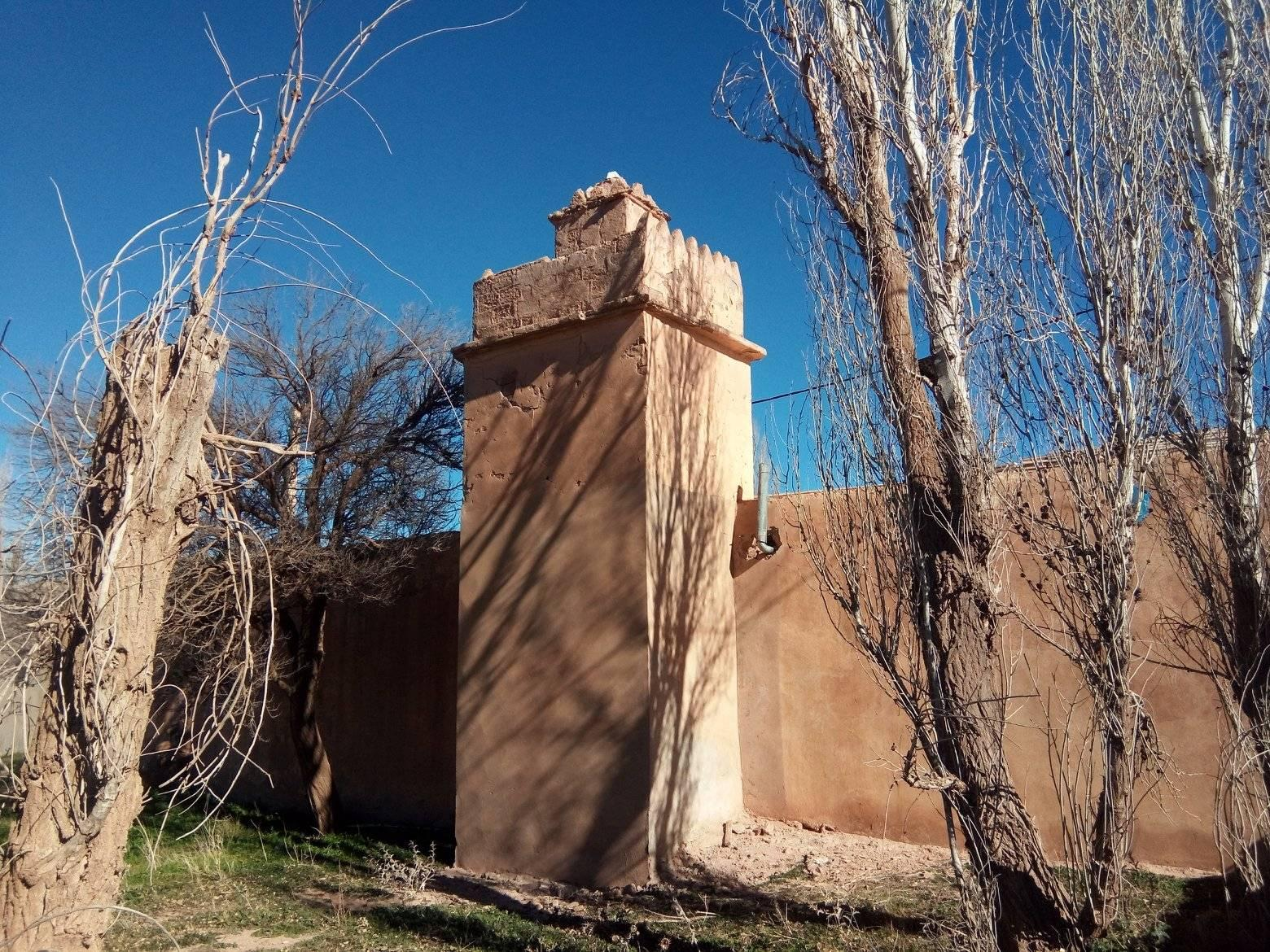
المسجد العتيق ببلدية سيدي عمر، ولاية البيض

- المسجد العتيقزاوية سيدي عمر الشريف فرع زاوية الهامل القاسمية
- مسجد الحسن و الحسين
- مسجد أبو بكر الصديق
- مسجد عمر بن عبد العزيز
- مسجد خالد بن الوليد

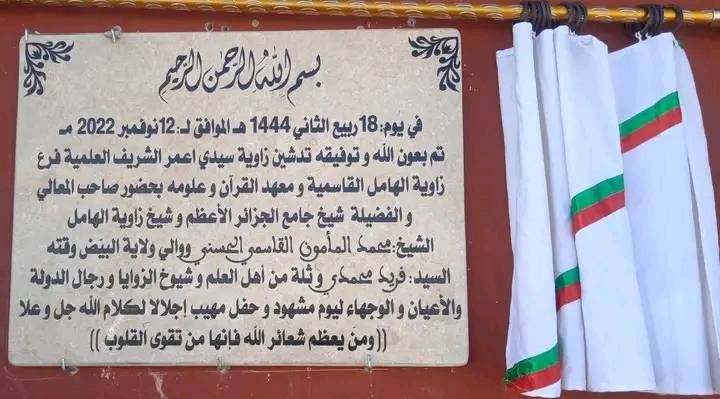
زاوية سيدي عمر الشريف فرع زاوية الهامل القاسمية

- مسجد أبو بكر الصديق (العين الجديدة)
- مسجد محمد بلخير (تاسينة)
- مسجد الزبير بن العوام (المسيّد)
- زاوية سيدي عمر الشريف فرع زاوية الهامل القاسمية

### قطاع الشبيبة و الرياضة:
- الملعب البلدي
- قاعة متعددة الرياضات
- الملعب الجواري لخضاري علي
- الملعب الجواري القصر القبلي
- الملعب الجواري العين الجديدة

### قطاع الصحة:
- قاعة علاج (سيدي عمر)
- قاعة علاج (العين الجديدة)

### قطاع البريد و المواصلات:
- مركز البريد (سيدي عمر)
- مركز البريد (العين الجديدة)

## النشاط الرياضي:
ينشط بها النادي الرياضي الهاوي لبلدية سيدي عمر، فريق الفروسية.

## النشاط السياحي
ينشط بها الديوان المحلي للسياحة

## وصلات أخرى

### وصلات داخلية
- دائرة بوعلام
- ولاية البيض

### وصلات خارجية
- إذاعة البيض الجهوية نسخة محفوظة 27 ديسمبر 2012 على موقع واي باك مشين.: الموقع الرسمي.
- الموقع الرسمي لولاية البيض.
- متوسطة ابن خلدون (البيض).